# Clappertonia minor
Clappertonia minor är en malvaväxtart som först beskrevs av Henri Ernest Baillon, och fick sitt nu gällande namn av Alfred Becherer. Clappertonia minor ingår i släktet Clappertonia och familjen malvaväxter. Inga underarter finns listade i Catalogue of Life.